# Devět miliard božích jmen
Devět miliard božích jmen (anglicky The Nine Billion Names of God) je sci-fi povídka spisovatele Arthura C. Clarka z roku 1953. Stejný název nese sbírka Clarkových povídek vydaná poprvé roku 1967, která dodnes patří mezi nejlépe hodnocené knihy na Amazon.com.
Povídka vyšla v těchto sbírkách a antologiích:
- Devět miliard božích jmen
- Zpráva o třetí planetě [1]
- Odvrácená strana nebe
- Jitro kouzelníků: úvod do fantastického realismu
- Mistrovské kusy: Nejlepší SF 20. století
- Síň slávy: Nejlepší SF povídky všech dob 1947 - 1964

Anglicky vyšla např. ve sbírce The Other Side of the Sky.

## Obsah povídky
Povídka pojednává o skupině mnichů z tibetského kláštera, kteří už tři století pracují na ručním systematickém sepisování všech božích jmen. Provádí permutaci všech znaků blíže nespecifikované abecedy, které podle nich připadají v úvahu jako boží jména. Podle jejich názoru jediným smyslem existence světa je dát bohu všechna jména, kterých je asi 9 miliard.
Rozhodli se zakoupit samočinný počítač Mark V, který by mohl za pár měsíců zvládnout práci, se kterou počítali na příštích 15 tisíc let. Firma jim pomůže dopravit počítač do kláštera a přidělí dva techniky, kteří mají pomáhat se všemi problémy po celou dobu řešení úlohy. Když se blíží konec práce, technici se rozhodnou klášter pro jistotu opustit těsně před dokončením práce, aby nemuseli být svědky zklamání mnichů.
Cestou od kláštera k připravenému letadlu náhle ve chvíli, kdy podle výpočtů mělo dojít k dokončení úlohy, zpozorují, že hvězdy na nebi jedna po druhé postupně zhasínají…